# Axel Peter
Carl Axel Edvard Peter, född 30 juli 1863 i Mönsterås församling, Kalmar län, död 1942 i Hedvig Eleonora församling, Stockholm, var en svensk bildkonstnär.
Han studerade på Konstakademien i Stockholm 1881–1882, och under år för Edvard Perséus, samt i Paris och Tyskland. Han tillhörde opponenterna, 1885. I opponentrörelsen ingick bland andra Richard Berg, Nils Kreuger, Karl Nordström, J.A.G. Acke, Gustaf Fjaestad och Eugène Jansson. I sina målningar har Peter ett eget uttryck, ofta föreställer hans målningar vackra landskap, stadsvyer, porträtt och blomsterstilleben.
Axel Peter finns representerad vid Nationalmuseum i Stockholm, Uppsala universitetsbibliotek och Kalmar konstmuseum.

## Galleri

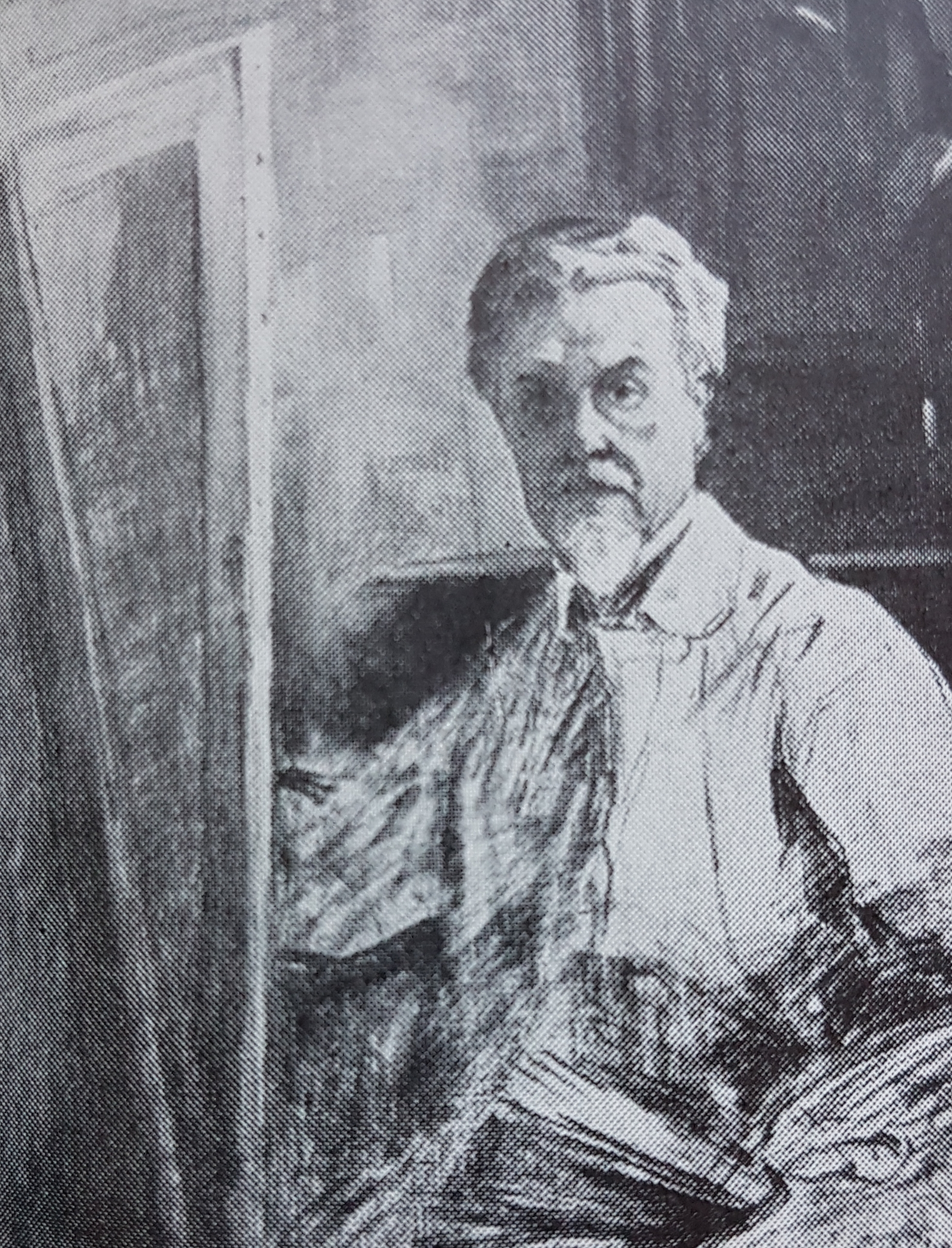
Självporträtt.
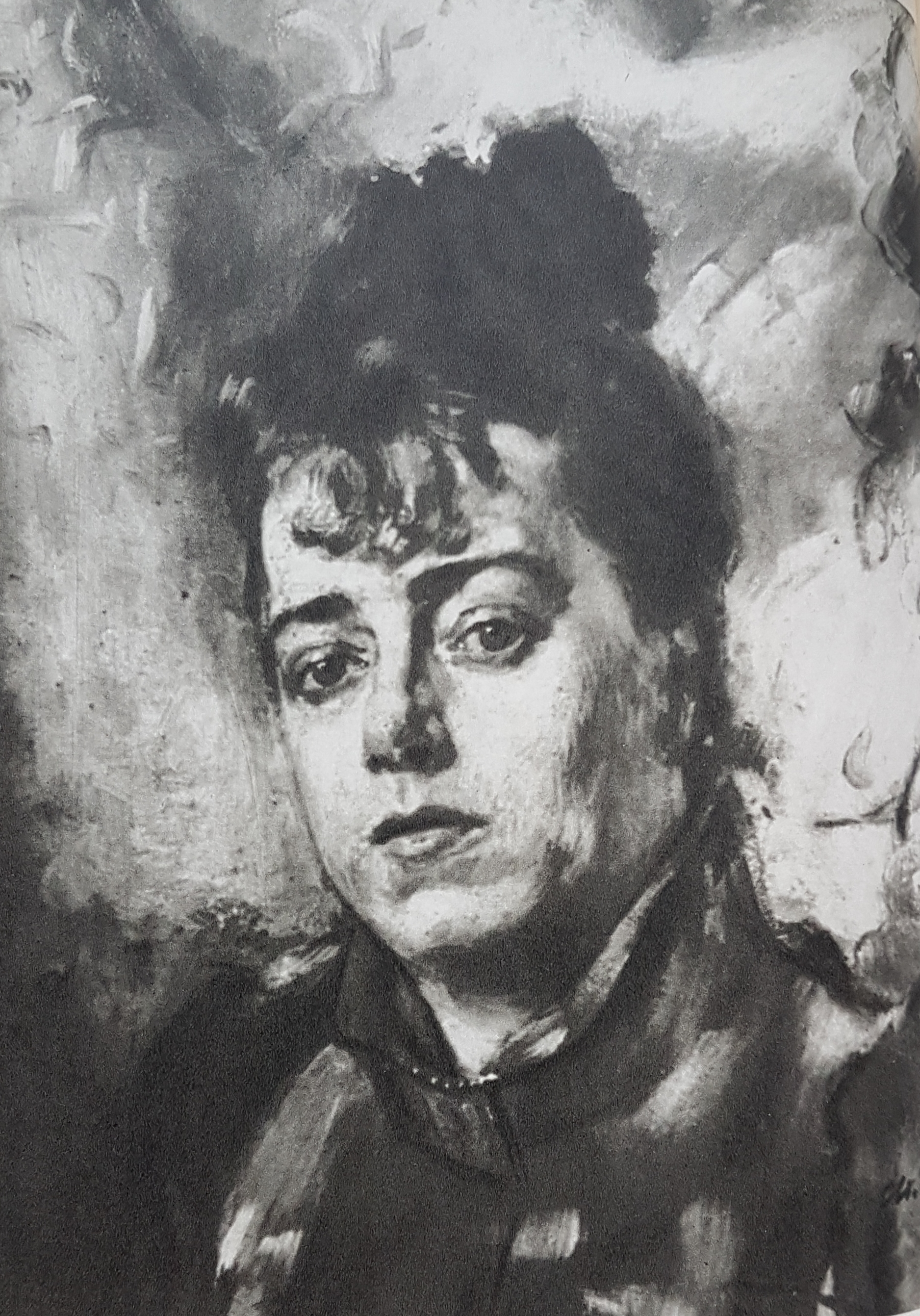
Konstnärens hustru.
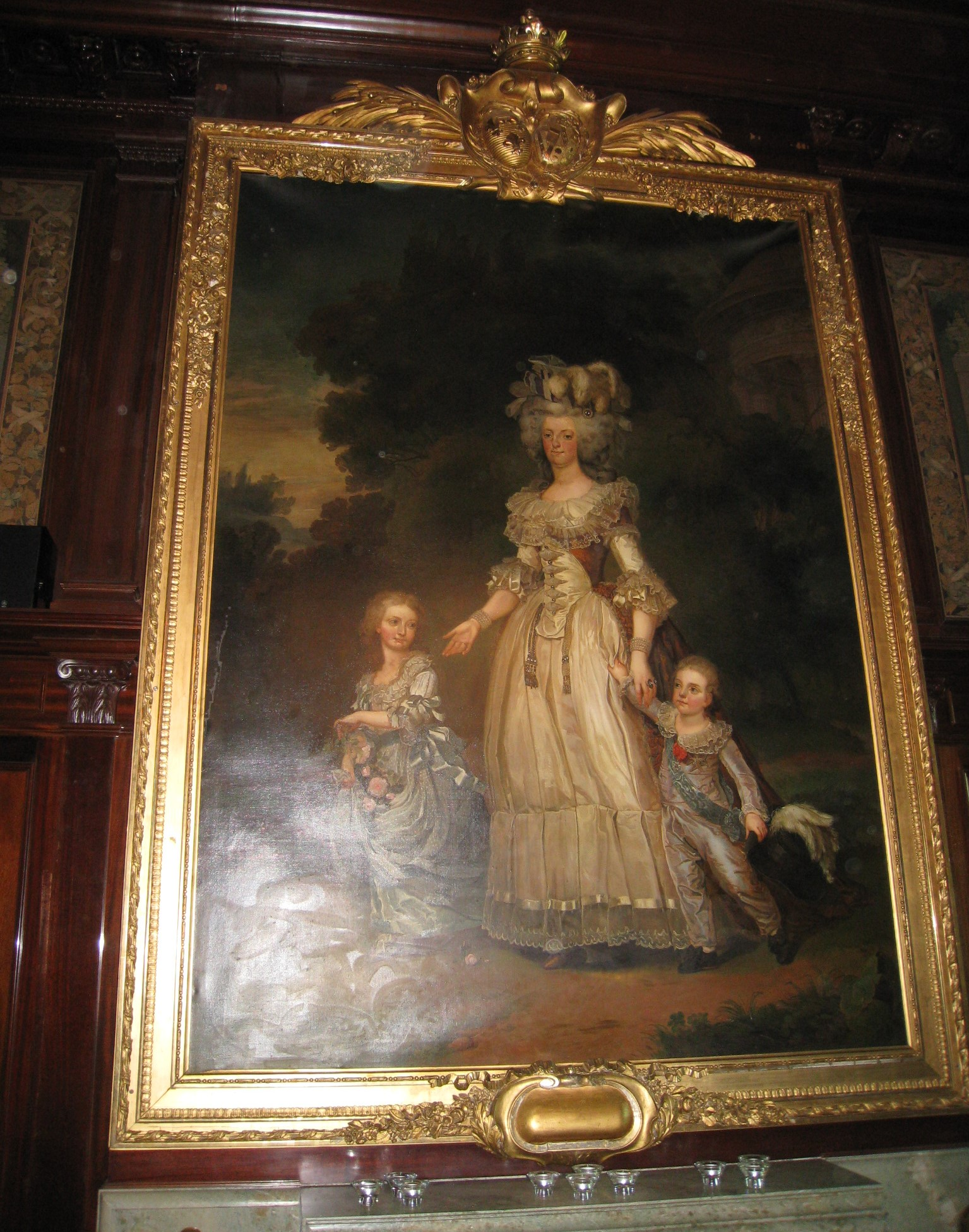
Kopia efter Adolf Ulrik Wertmüller (1795, målat av Axel Peter 1901.